# Bojé

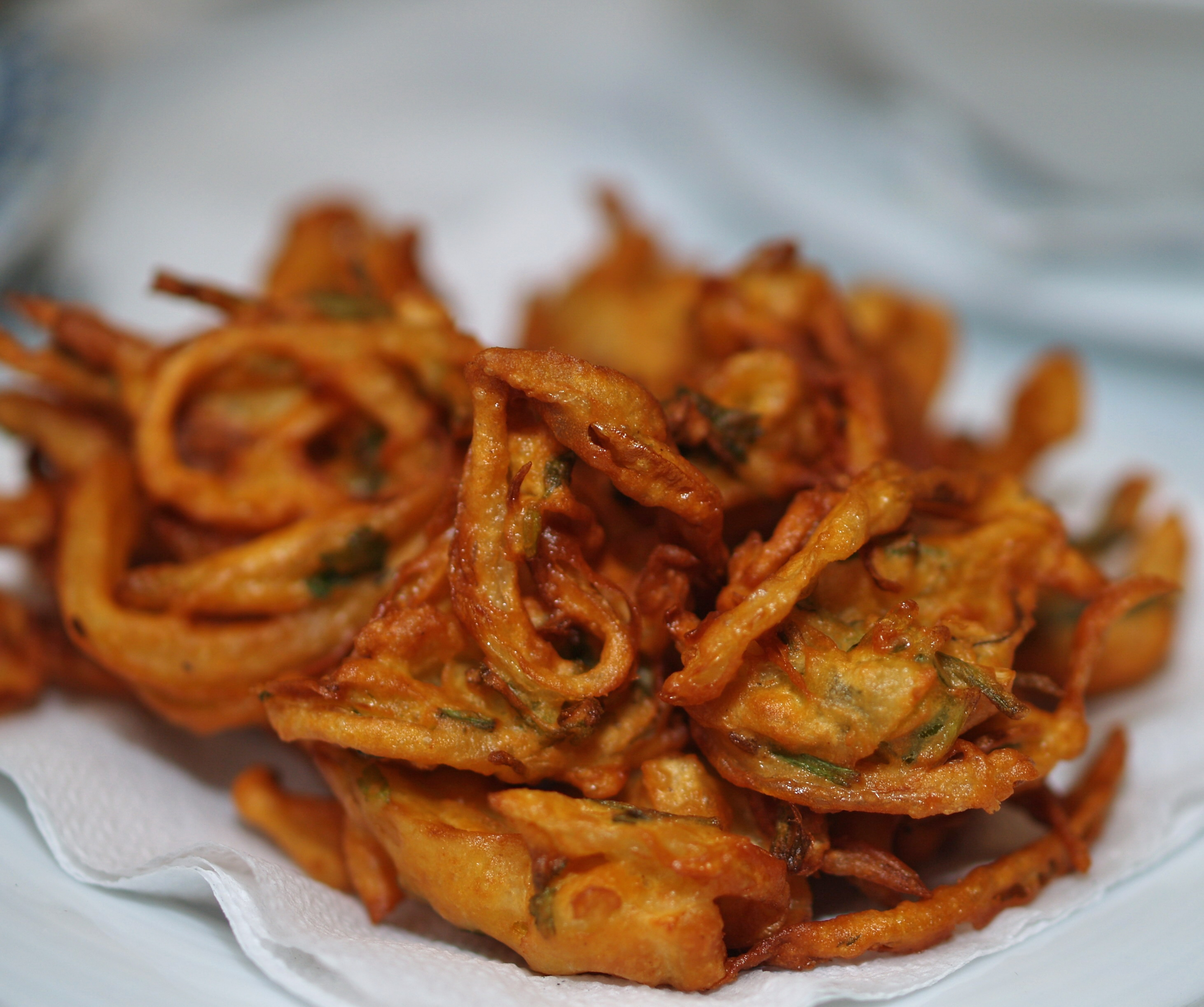
Bojés, em Lisboa.

Bojé é uma especialidade da culinária indo-portuguesa de Goa, Damão e Diu, outrora pertencentes ao Estado Português da Índia.
Os bojés são preparados com farinha de lentilhas, cebola, cominhos e açafrão-das-índias, entre outros ingredientes. Estes ingredientes são misturados e fritos.
Podem ser consumidos como aperitivo, acompanhados por chetnins diversos. Um lanche típico goês pode também incluí-los, complementados com chá.